# Cassine viburnifolia
Cassine viburnifolia là một loài thực vật có hoa trong họ Dây gối. Loài này được (Juss.) Ding Hou mô tả khoa học đầu tiên năm 1963.